# Jānis Strenga
Jānis Strenga est un bobeur letton né le 5 février 1986 à Sigulda.
Il a remporté avec Daumants Dreiškens, Oskars Melbārdis et Arvis Vilkaste la médaille d'argent de l'épreuve du bob à quatre aux Jeux olympiques de 2014, à Sotchi, en Russie.
Il est médaillé de bronze de bob à deux aux Jeux olympiques d'hiver de 2018.

## Palmarès

### Jeux Olympiques
- : médaillé d'or en bob à 4 aux Jeux olympiques de 2014.
- : médaillé de bronze en bob à 2 aux Jeux olympiques de 2014.

### Championnats monde
- : médaillé d'or en bob à 4 aux championnats monde de 2016.
- : médaillé d'argent en bob à 4 aux championnats monde de 2019.
- : médaillé de bronze en bob à 4 aux championnats monde de 2015.

### Coupe du monde
- 20 podiums  : 
  - en bob à 2 : 1 deuxième place.
  - en bob à 4 : 8 victoires, 7 deuxièmes places et 4 troisièmes places.

#### Détails des victoires en Coupe du monde
| Édition   | Bob à 2 | Bob à 4                                    |
| 2013-2014 |         | Saint-Moritz Igls                          |
| 2014-2015 |         | Calgary Saint-Moritz La Plagne Igls Sotchi |
| 2016-2017 |         | Igls                                       |